# Georges Cadoudal
Georges Cadoudal (Kerléano, Ar Mor-Bihan 1771- París, 1804) fou un contrarevolucionari bretó.
Fou un dels capitans dirigents de la Vendée (1793) i del moviment dels chouans. Fou empresonat a Brest, però es va escapar el 1794 i instal·là el quartel general a Gwitreg, des d'on demanarà ajut als britànics, de manera que amb el suport de 800 soldats atacarà Roazhon i insurreccionarà tot Ar Mor-Bihan. La forta repressió obligà els xuans a pactar una treva. Cadoudal no l'acceptà, però el 1796 es va veure obligat a llicenciar els seus homes i exiliar-se a Anglaterra.
Tornaria a rebel·lar-se el 4 de setembre del 1797 amb Frotte i Scepeaux, però foren vençuts per Brune a Stivelloù, Elben i Hennebont el 1799. Vist el resultat, el 12 de febrer del 1800 es va rendir i fugí un altre cop a Anglaterra. Nogensmenys, el 24 de setembre del 1800 planejaria l'assassinat de Napoleó I, ja que s'havia convençut que un nou aixecament popular afracassaria, però fracassà perquè fou detingut l'executor, el seu amic Saint-Rejant, qui fou executat poc després. Per altra banda, el mateix Cadoudal fundaria el 1801 la primera Association de Bretagne, formada per nobles i que pretenien la restitució dels drets polítics a Bretanya.
Tornà a França el 1803 i organitzà un altre complot, amb Jean-Charles Pichegru i Jean-Victor Moreau, per tal de reinstaurar la monarquia. Descoberta la conspiració, fou executat, juntament amb el duc d'Enghien i 11 més el 25 de juny del 1804.